# 永島志基
永島 志基（ながしま しき、1961年1月16日 - ）は、日本のクラシック・ギタリスト。漫画家・永島慎二の長男。現代ギター学院講師、ヤマノミュージック・サロン講師、日本ギター合奏連盟副理事長。

## 略歴
東京生まれ。11才よりギターを南彰徳に師事。 
1979年、スペインのマドリッド王立音楽院に入学し、ホルヘ.アリサに師事する。
1984年、同王立音楽院の最終学年コンクールで優勝し首席卒業となる。同時に演奏家資格を取得。
1987年、第19回 F.ターレガ国際コンクールで第4位を受賞。この年、コンポステーラ国際音楽祭に奨学生として参加。ラミレス国際コンクールでA.セゴビア賞を受賞。マドリッド王立音楽院教授資格を取得。マドリッドギター協会主催でアテネオ.ホールにてデビューリサイタルを行う。また、この年よりエル.エスコリアルのマテイス音楽アカデミーギター科主任講師を1年半勤める。留学中にはJ.R.ゴンザレス、D.ラッセル、E.ビテッテイ、J.R.ロドリーゴらに師事する。
1988年、帰国。久坂晴夫に師事する。
1993年、CD『ギター名曲22選』を現代ギターより発表。
1994年、この年より一橋大学及び津田塾大ギター部のコーチを勤める。
1995年、東京ギターカルテットを結成。セカンドギター担当。
1996年、シュペル･ノーバ･レーベルより2月にCD『愛の歌』を、7月には『アグアド練習曲集』を発表する。
1997年、現代ギター社より『アグアド27の練習曲集』を出版する。
1998年5月、カザルス・ホールでリサイタルを開き、好評を得る。7月にフォンテック・レーベルよりカルテットのアルバム『青の風景』を発表する。
2000年、東京農工大学ギター部のコーチに就任。また、この年に佐藤弘和自作自演CD『秋のソナチネ』（現代ギター社）の二重奏の録音に参加。 
2001年、王子ホールでリサイタルを開く。
2002年、10月にカルテットで韓国ツアーを行い、11月に2枚目のアルバム『おもいで』を現代ギター社より発表する。また、13年間独学を続けていた指揮をこの年より山上純司に師事する。
2003年8月、アメリカ・ワイオミング州のLAGQの講習会に参加。
2004年5月、3枚目のアルバム『4大元素』を現代ギター社より発表する。
2005年、ホマ・ドリーム出版よりI.アルベニスの「旅の想い出Op71」より3つの小品の編曲を出版。 
2006年10月、カルテットでトッパンホールにてリサイタル。この年の暮れから横浜・関内でギターの合奏のワークショップを開き、好評を得て後に自主運営の「市民ギターアンサンブル団体を設立。常任指揮者と音楽監督に就任。
2007年6月、紀尾井ホールで現代ギター40周年記念ガラ・コンサートに出演。日本のトップ・プロギタリスト12人の全体合奏の指揮を振り本格的に指揮者デビューを飾る（このコンサートはのちに現代ギター誌でDVD化）。また、この年に現代ギターにオリジナルギター曲3曲、「チングルマの詩」「雲と小年」「琥珀の朝」を発表。このころから本科的な作曲活動にも入り、2018年には現代ギター社から初の自作「美味しい舞曲集」を出版する。
最新の指揮者の活動では日本ギター合奏連盟の30周年記念委嘱作品ギター合奏曲「糸杉と空気の対話」2018年作：レオ・ブローウェルの世界初演をプロギタリストのアンサンブルで世界初演する。
現在、ギター・アンアサンブルShikiの音楽監督＆常任指揮者。他市民ギターアンサンブル3団体の指導＆指揮者。永島ギター教室を主催、ヤマノ・ミュージックサロン大手町講師、現代ギター学院講師、日本ギター合奏連盟副理事長。各地でソロ、夫妻でのヴァイオリン・ギターデュオ、室内楽、他にも市民ギターアンサンブルの編曲や指揮者を勤める。また、ギターカルッテットなどの活発な演奏活動を展開している。ギター重奏・合奏のアレンジや出版物の自作品などは、譜面のダウンロードサイト（Piascore）で250曲以上をリリースしている。
CDのリリースも数多く、独奏で「ギター名曲22選」（現代ギター社）「愛の歌」（シュペルノーヴァ）、「アグアド27の練習曲」（現代ギター社）「スペインの光と影」「美味しい舞曲集」ヴァイオリンとの二重奏で「5月の歌」「スカルラッティソナタ集」「ワイン＆スパイス」「季節のうつろい」（ウッドノート・スタジオ）など。東京ギターカルテットでは「青の風景」（フォンテック）「想い出」「4大元素」（現代ギター社）など。
著書に『クリスマス曲集第2集』（共著.現代ギター社）、『クラシック名曲集』、『クラシック名曲集バロック編』、『日本の詩情』（共著、シンコーミュージック社）「アルベニス“旅の想い出Op71”」（ホマ・ドリーム社）「本気のギター名曲てんこもりBook～おかわり1.2.3」（共著：現代ギター社）「ギターで弾く日本のうた～心に残る日本の歌101選」（共著：現代ギター社）「アグアド27の練習曲」「自作集：美味しい舞曲集」「D.スカルラッティギターソロのためのソナタ集」「自作集II：ワイン＆スパイス」「アグアドギター作品集」「アルベニスギターの為の旅の想い出Op.71より」「ギター合奏またはギター四重奏のための百花繚乱」（現代ギター社）
等多数。東京在住。